# Pritchardia glabrata
A Pritchardia glabrata az egyszikűek (Liliopsida) osztályának pálmavirágúak (Arecales) rendjébe, ezen belül a pálmafélék (Arecaceae) családjába tartozó faj.

## Képek

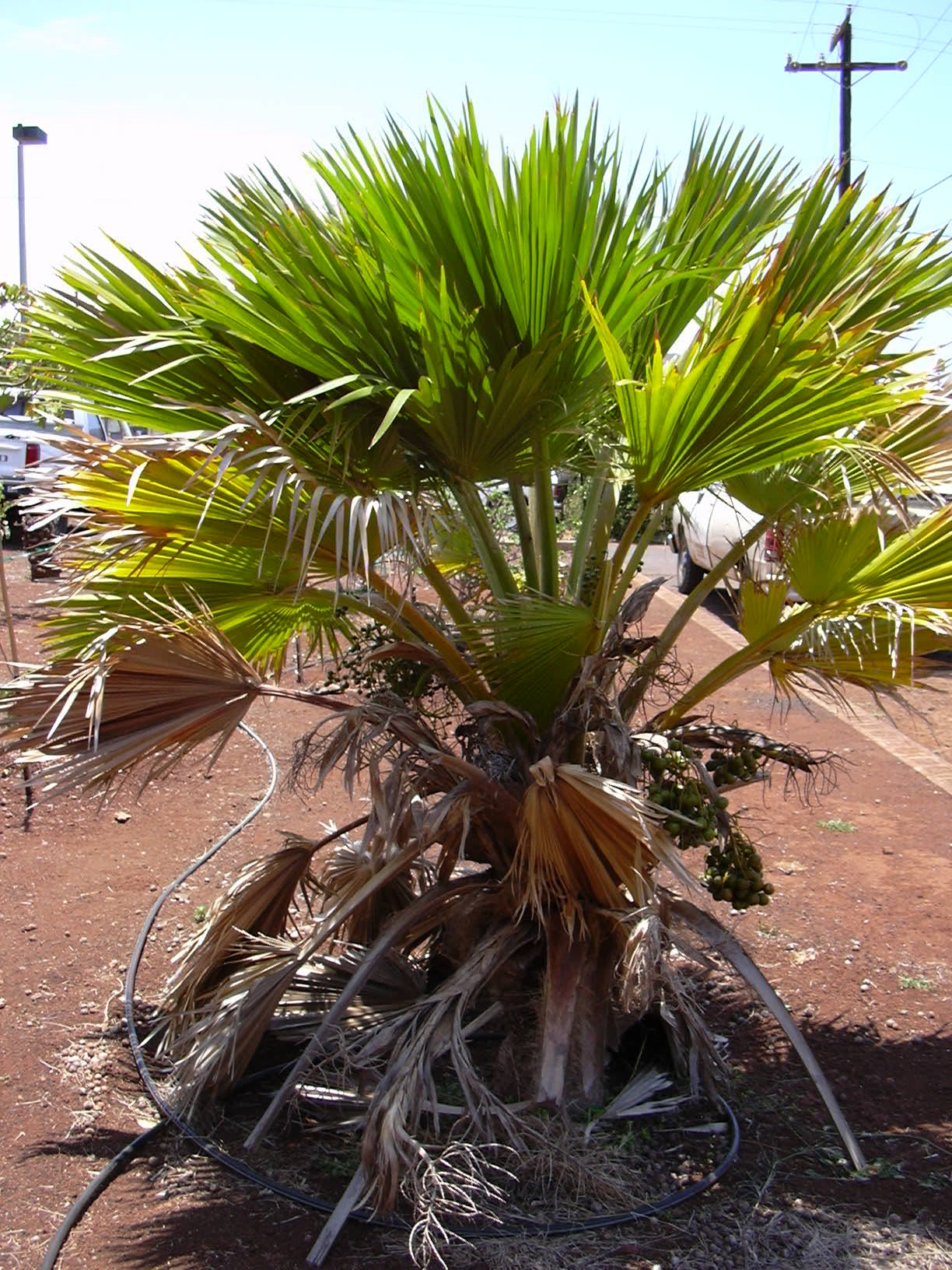
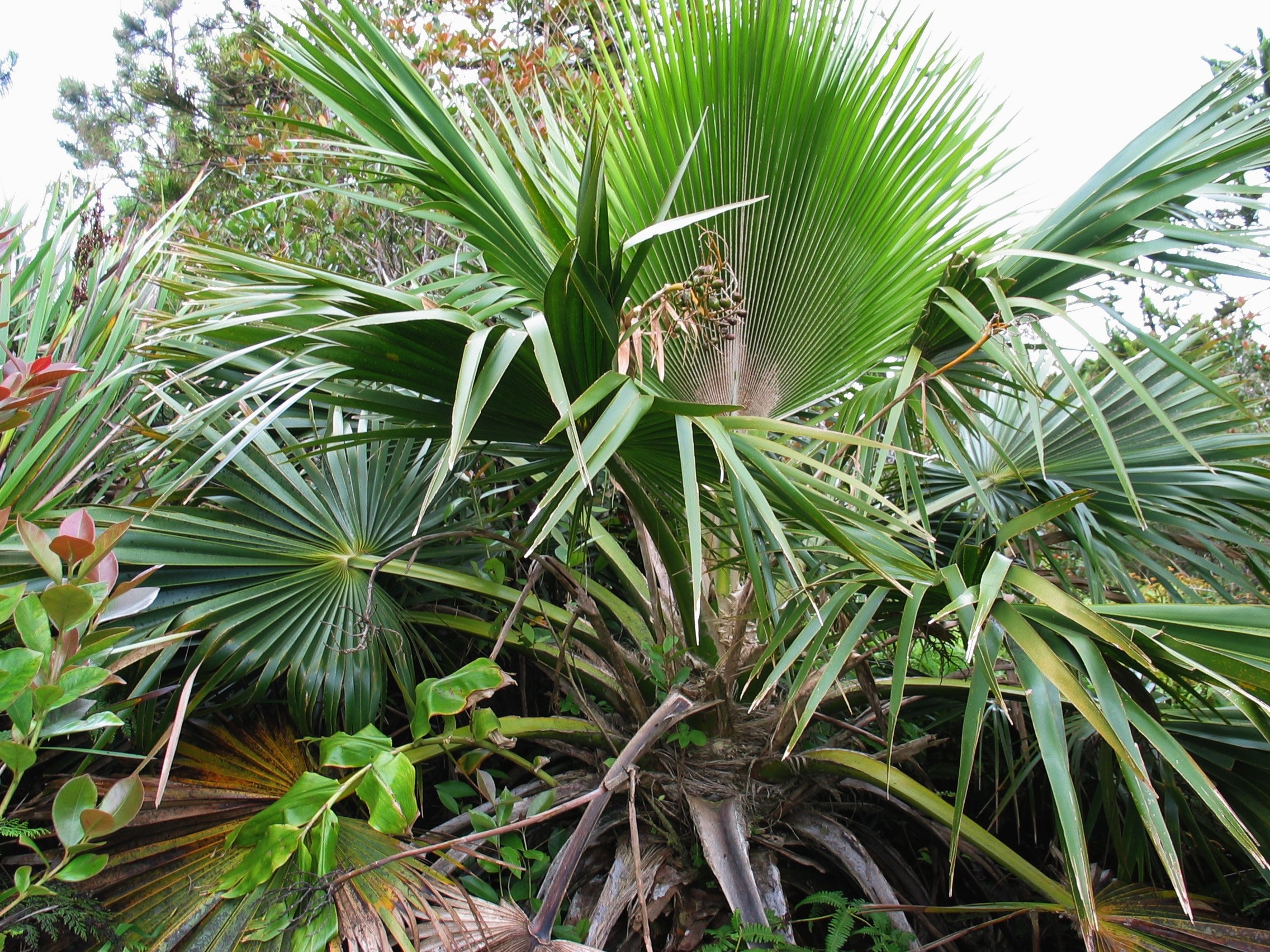
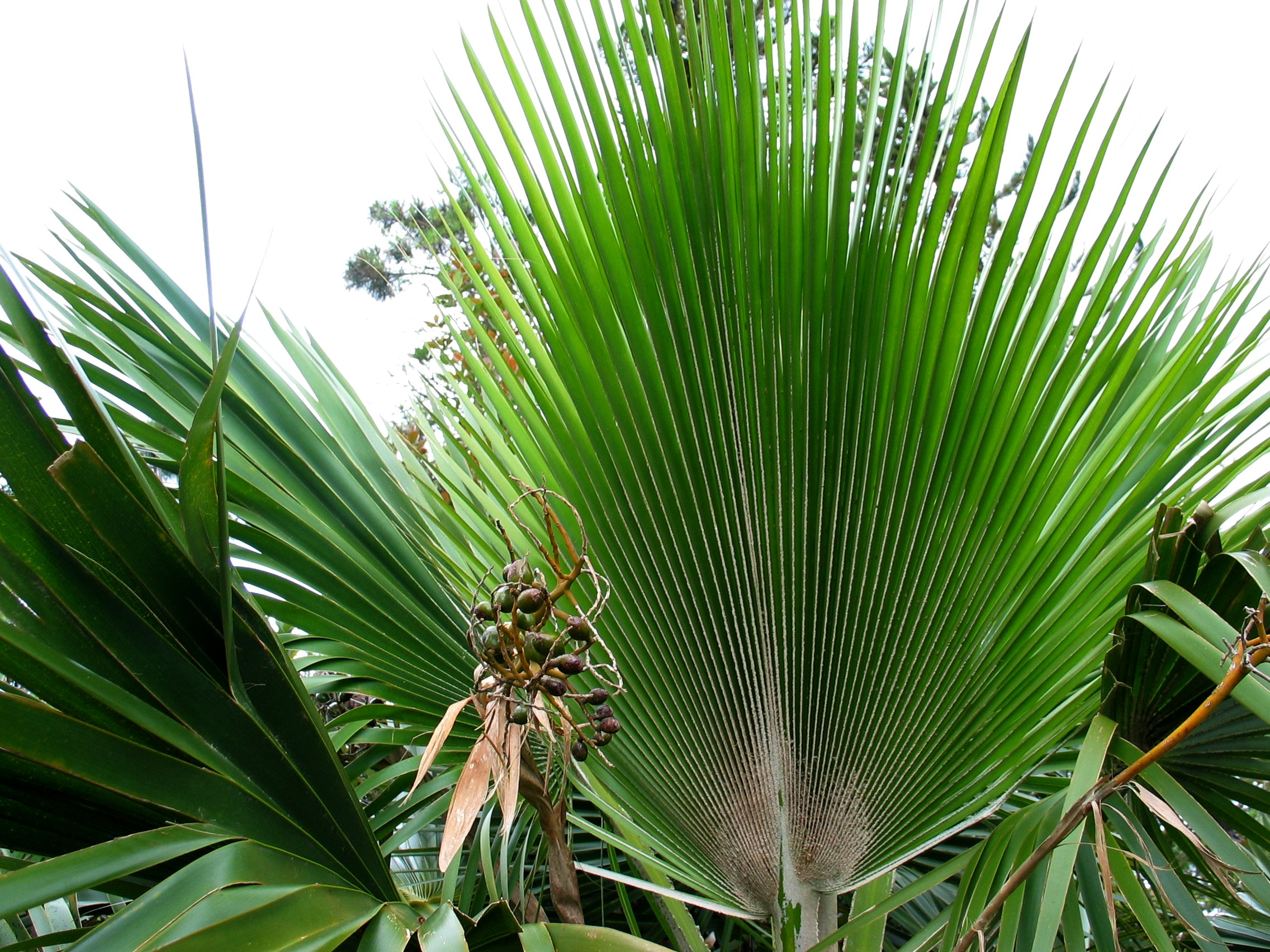
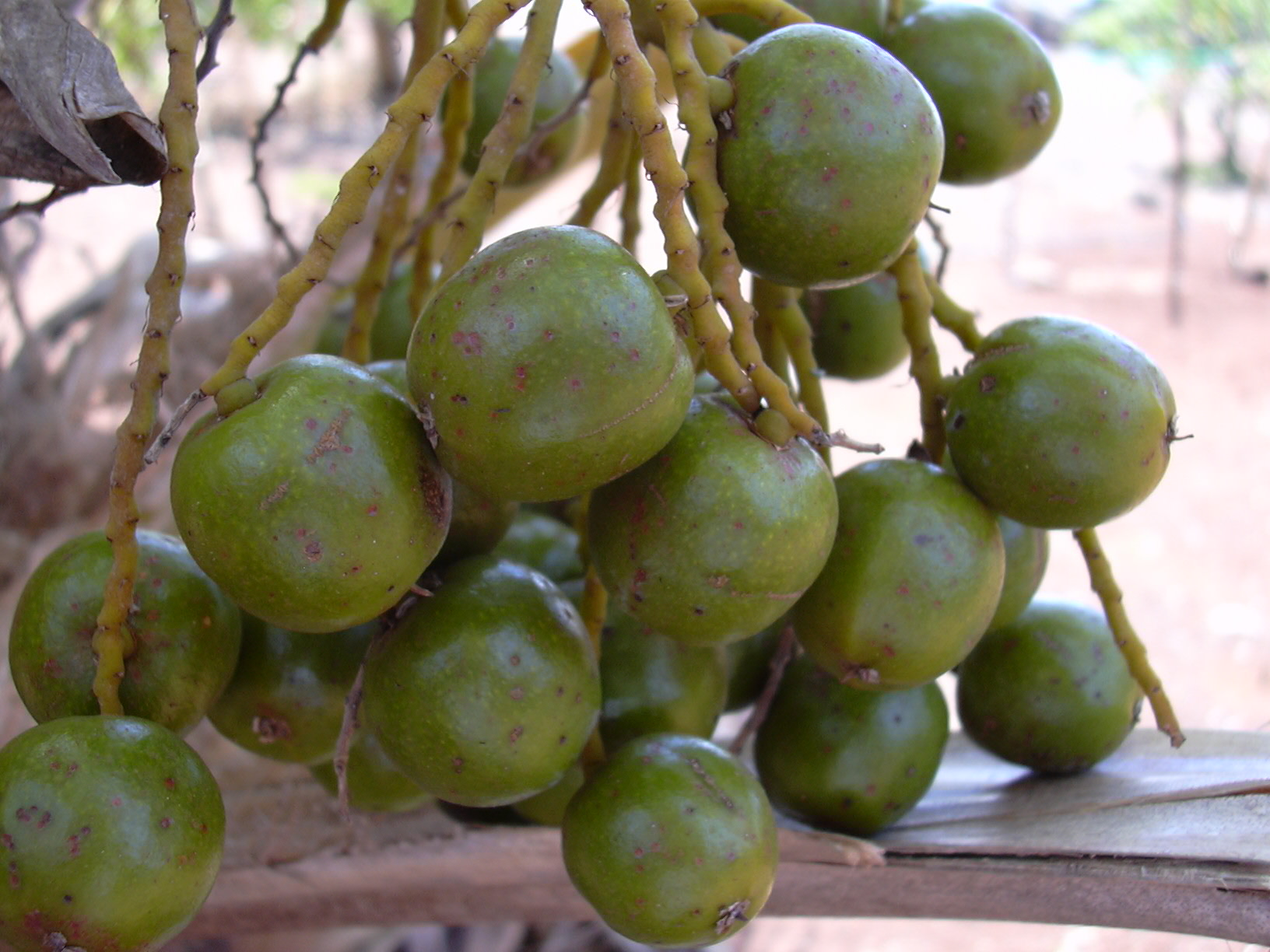
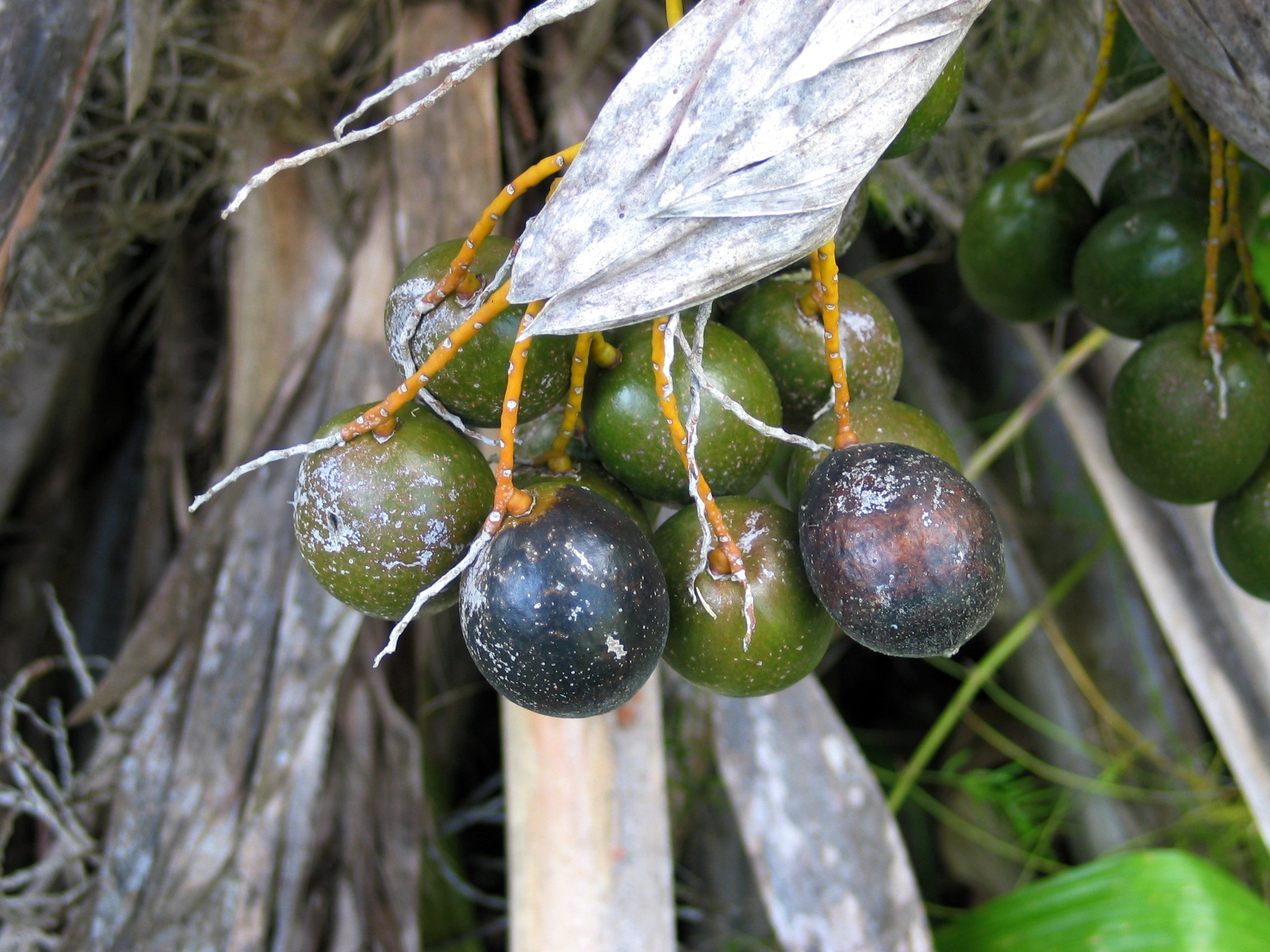

## Előfordulása
A Pritchardia glabrata előfordulási területe az Amerikai Egyesült Államokhoz tartozó Hawaii szigetcsoport. Nagyjából 300-900 méteres tengerszint feletti magasságok között található meg; az ottani hegyoldalak nedves erdeiben.

## Megjelenése
Ez a növény körülbelül 5 méter magasra nő meg. A levelei nagyok és legyezőszerűek. A levél egy hosszú levélnyél végén helyezkedik el.